# Tisserin à dos d'or
Ploceus jacksoni
Espèce
Statut de conservation UICN

 LC  : Préoccupation mineure
Le Tisserin à dos d'or (Ploceus jacksoni') est une espèce de passereau appartenant à la famille des Ploceidae.